# Памятник Л. А. Загоскину (Пенза)
Памятник Л. А. Загоскину — памятник в г. Пензе у здания Музея народного творчества, увековечивший русского путешественника, исследователя Русской Америки, уроженца села Николаевки Пензенской губернии Лаврентия Алексеевича Загоскина (1808—1890). Скульптор И. В. Порватов, архитектор А. Ю. Белов. Установлен и торжественно открыт в 2018 году к 210-летию со дня рождения Л. А. Загоскина. Один из трёхсуществующих в России и мире памятников Л. А. Загоскину (наряду с бюстом в Рязани и памятником в Николаевке). Изображение памятника присутствует на почтовой карточке «Их имена в истории Пензы. Л. А. Загоскин (1808—1890), исследователь Аляски», выпущенной в 2018 году. Создание памятника осуществлялось в рамках проекта «Возвращение к родным берегам», разработанного Пензенским областным отделением Русского географического общества и профинансированного Фондом президентских грантов в рамках государственной поддержки НКО.

## Инициатива создания
Инициатива создания в г. Пензе памятника русскому путешественнику, исследователю Русской Америки, уроженца села Николаевка Пензенского уезда Пензенской губернии Лаврентию Алексеевичу Загоскину (1808—1890) была выдвинута и реализована Пензенским областным отделением Всероссийской общественной организации «Русское географическое общество» (председатель И. В. Пантюшов). К созданию и установке памятника Л. А. Загоскину Пензенское областное отделение «шло семь лет».
Тема увековечения памяти Лаврентия Загоскина в Пензенской области неоднократно становилась предметом внимания и практической деятельности Пензенского областного отделения Русского географического общества. В 2012 году эта общественная организация при содействии региональных органов власти организовала и провела конкурс фотографии «Открой Россию» памяти Л. А. Загоскина; в 2013 году при Пензенском областном отделении был создан молодёжный центр «Следопыты Русского географического общества» имени Л. А. Загоскина; с 2014 года областное отделение Русского географического общества при содействии региональных властей организовывает и проводит международный конкурс литературных и журналистских произведений имени Л. А. Загоскина «Вслед за путеводной звездой»; в 2016 году материалы, посвящённые Л. А. Загоскину вошли в объединённую экспозицию «Музей русских экспедиций», открытую областным отделением Русского географического общества в Литературном музее Пензенской области; в 2017 году тематический стенд, посвящённый Л. А. Загоскину был установлен в сквере Полярников на улице Володарского г. Пензы, созданном областным отделением Русского географического общества при содействии муниципальных властей города.

### Проект «Возвращение к родным берегам»
В ноябре 2017 года Пензенское областное отделение Русского географического общества получило грант Президента Российской Федерации на развитие гражданского общества от Фонда президентских грантов на цикл мероприятий по сохранению исторической памяти «Возвращение к родным берегам» к 210-летию Л. А. Загоскина и приступило к реализации данных мероприятий.
В рамках реализации проекта «Возвращение к родным берегам» областным отделением Русского географического общества в 2018 году были проведены уроки о Лаврентии Загоскине в образовательных организациях; в Пензенском театре юного зрителя был поставлен спектакль «Юконский ворон» по мотивам одноимённого романа Сергея Маркова, посвящённого Загоскину и его исследованиям Русской Америки; была организована школьная олимпиада «Демографический портрет России и Пензенской области», посвященная 210-летию со дня рождения путешественника и конкурс детского рисунка «Лаврентий Загоскин — наш русский Колумб, через 210 лет»; выставка «Наследие Русской Америки», творческий вечер "Вслед за путеводною звездой и выставка фотографий различных артефактов, в 1846 году переданных в кунсткамеру Санкт-Петербурга Лаврентием Загоскиным в Литературном музее Пензенской области; а также экспедиции — водный поход в честь 210-летия со дня рождения Загоскина по реке Андоме, которая протекает на севере Вологодской области и на Северный Кавказ (флаг с портретом Загоскина был развернут на Эльбрусе).
27 марта 2018 года в региональных средствах массовой информации появились сообщения, что осенью 2018 года на средства президентского гранта, который получило реготделение Русского географического общества в ноябре 2017 года для реализации проекта «Возвращение к родным берегам», планируется установить памятник Лаврентию Загоскину — бронзовый бюст на гранитном постаменте у здания Музея народного творчества на улице Куйбышева, 45 в г. Пензе. Проект благоустройства прилегающей территории разработало архитектурное бюро «Вещь!». Макет памятника был выполнен в классическом стиле, что позволило ему гармонично вписаться в окружающую архитектуру. Также сообщалось, что первоначально, рассматривались варианты изготовления памятника из мрамора или искусственного сырья, но в итоге было решено сделать бюст бронзовым на гранитном постаменте.
24 июня 2018 года председатель пензенской областной организации Русского географического общества Игорь Пантюшов предложил провести заседание членов организации на месте установки памятника и пояснил, что бронзовый бюст к концу лета изготовит скульптор Илья Порватов, а подрядная организация в ближайшее время приступит к благоустройству площадки на месте установки памятника — на аллее у Музея народного творчества. В конце августа членами областной организации Русского географического общества, студентами и преподавателями Пензенского государственного университета был проведен субботник на территории Музея народного творчества в месте установки памятника Загоскину (территорию очистили от сухих веток и листвы). Архитектор памятника, член архитектурного бюро «Вещь!», проектировавшего памятник, Антон Белов проверил ход работ по изготовлению постамента под бюст Загоскину и выяснил, что они идут согласно графику. 17 сентября 2018 года были завершены работы по установке памятника.

## Церемония открытия

Участники церемонии открытия памятника 21 сентября 2018. Сидят в центре — скульптор И. В. Порватов и архитектор А. Ю. Белов.

21 сентября 2018 года состоялась торжественная церемония открытия памятника Лаврентию Загоскину, которую провёл артист Пензенского областного драматического театра Павел Тачков. Памятник открыли заместитель председателя правительства Пензенской области Олег Ягов, министр культуры и туризма Пензенской области Татьяна Курдова и председатель Пензенского областного отделения Русского географического общества Игорь Пантюшов.
В церемонии открытия также приняли участие заместитель председателя Законодательного собрания Пензенской области Владимир Полукаров, председатель Пензенской городской Думы Николай Тактаров, первый заместитель главы администрации города Пензы Сергей Волков, директор департамента экспедиционной деятельности исполнительной Дирекции Русского географического общества Сергей Чечулин, директор Рязанского музея путешественников Александр Капитанов, автор памятника Л. А. Загоскину — скульптор Илья Порватов, архитектор памятника — Антон Белов, представители органов власти и местного самоуправления, учреждений культуры и образования, общественности, а также курсанты филиала военной академии, студенты и школьники Пензенской области.
Председатель Пензенского областного отделения Русского географического общества Игорь Пантюшов в ходе церемонии открытия подчеркнул, что «Сегодня великий день для всех пензенцев. Мы возвратили на родину имя нашего земляка» и сообщил, что «следующая задача — уделить внимание родному селу Лаврентия Загоскина — Николаевке Пензенского района Пензенской области и продолжить работу над проектом „Возвращение к родным берегам“».

## Памятник и место его установки

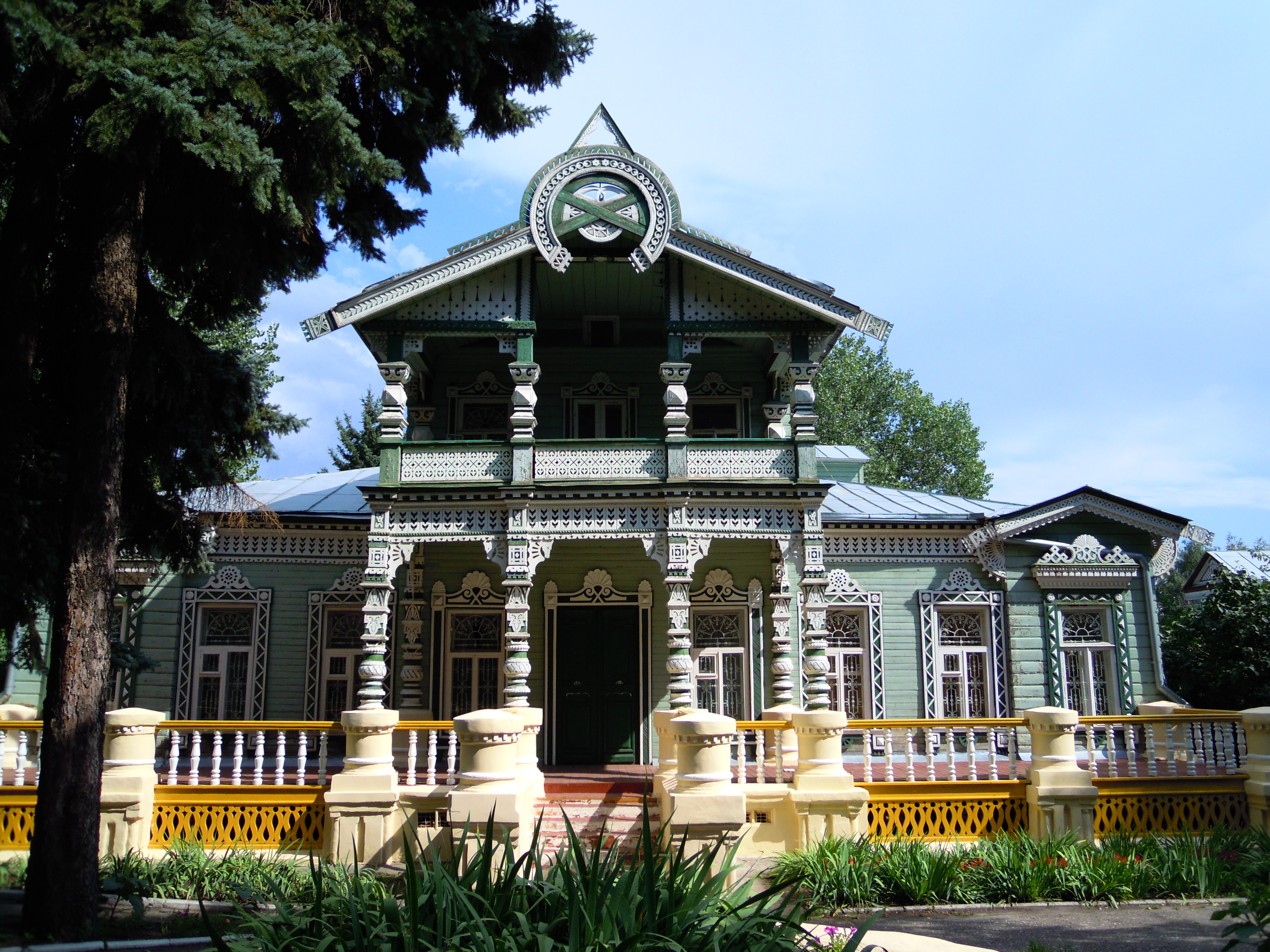
Усадьба, принадлежавшая тёте Л. А. Загоскина (Музей народного творчества) в Пензе

Памятник представляет собой 100-килограммовый бронзовый бюст Л. А. Загоскина, установленный на гранитном постаменте.
На лицевой стороне постамента памятника выгравирована мемориальная надпись:
Лаврентий Алексеевич

ЗАГОСКИН

(1808—1890)
На обратной стороне постамента установлена табличка с текстом следующего содержания: «Памятник Л. А. Загоскину установлен в 2018 году Пензенским областным отделением Всероссийской общественной организации „Русское географическое общество“ с использованием средств гранта Президента Российской Федерации на развитие гражданского общества, предоставленного Фондом президентских грантов. Архитектурное бюро „Вещь!“ Скульптор: Илья Порватов».
Памятник был установлен у здания Музея народного творчества на улице Куйбышева, 45 в г. Пензе, так как до 1866 года этот дом принадлежал родной тёте Лаврентия Загоскина — Варваре Никаноровне Загоскиной. Лаврентий Алексеевич неоднократно посещал эту усадьбу. Дом отца Лаврентия Загоскина, находившийся рядом, не сохранился. Памятник установлен на аллее, идущей от здания музея, и обращён лицом к зданию.

## Изображение памятника на почтовой продукции

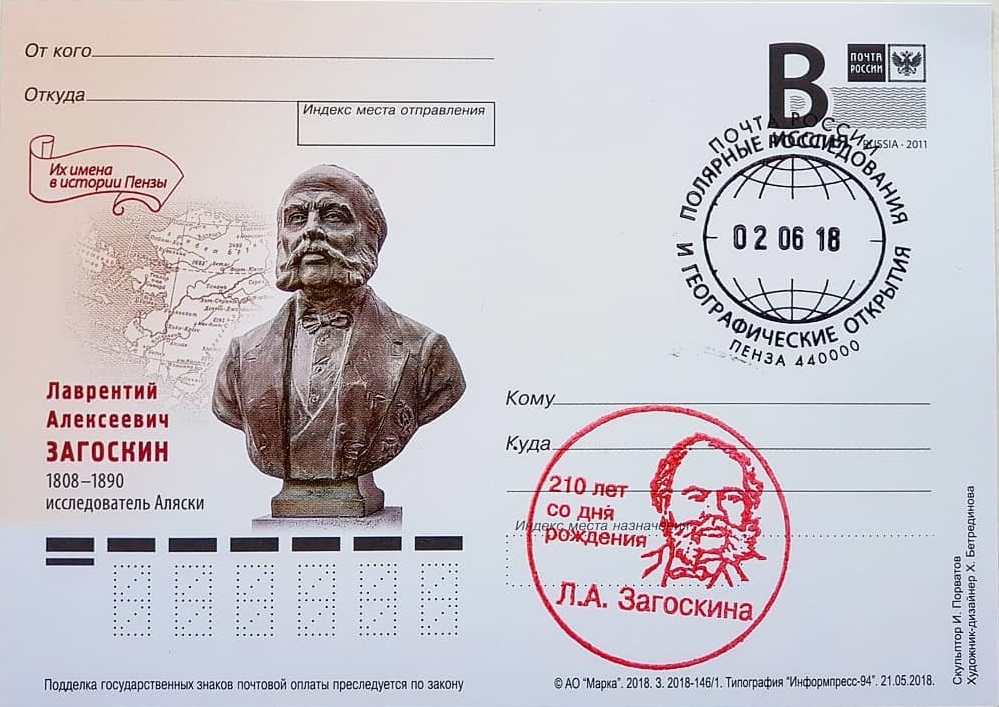
Почтовая карточка с изображением памятника, выпущенная в 2018 году

В 2018 году в честь 210-летия Лаврентия Загоскина почтой России была выпущена почтовая карточка с изображением бюста Лаврентия Загоскина, выполненного скульптором И. В. Порватовым.
Торжественная церемония гашения почтовой карточки состоялась 15 июня 2018 года в Литературном музее в г. Пензе с участием членов Русского географического общества и сотрудников Почты России. При гашении, в частности, использовался специальный штемпель, также изготовленный в честь 210-летия Загоскина.

## День памяти Загоскина
С 2021 года, ежегодно 3 февраля (в день кончины Загоскина по новому стилю) Пензенским областным отделением Русского географического общества у бюста проводятся дни памяти Загоскина, в ходе которых собравшиеся проводят небольшие митинги-встречи и возложение цветов к подножию памятника.